# آل مذکور

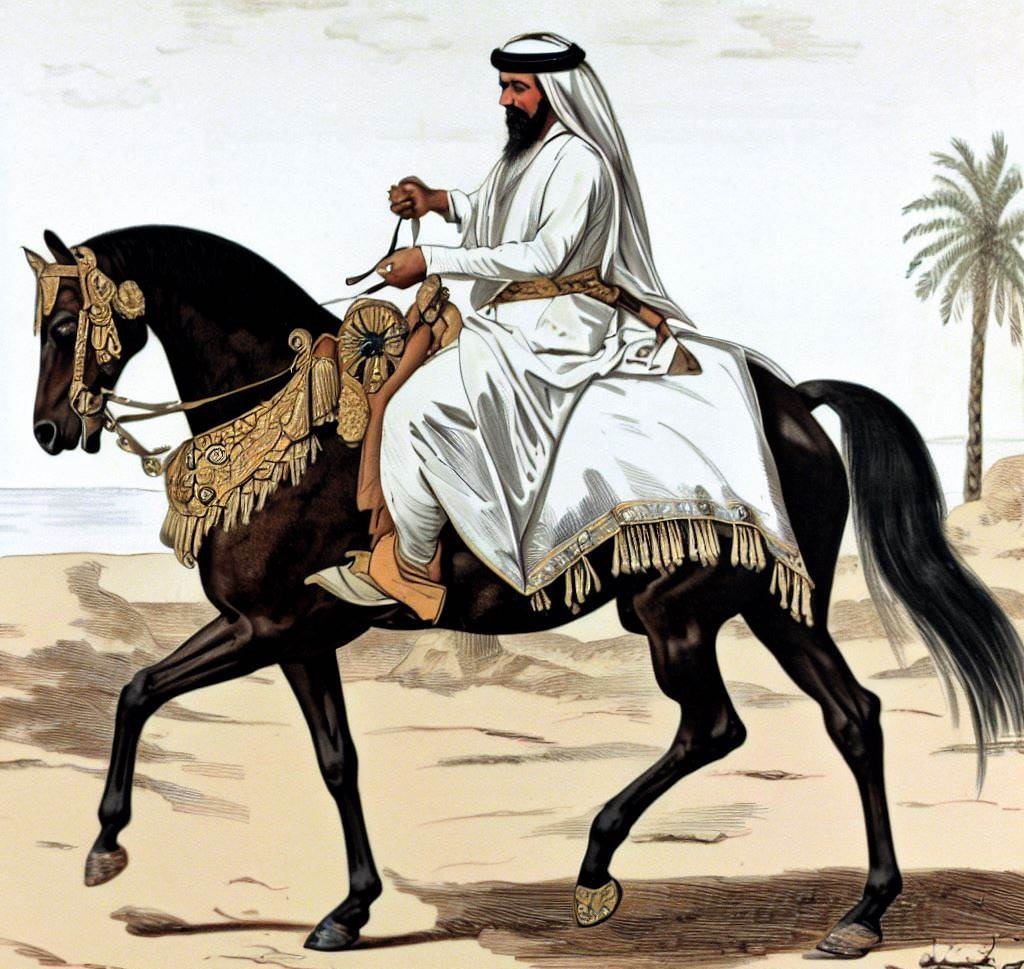
تصویر کشیده شده از شیخ نصرخان آل‌مذکور در بوشهر

آل مذکور (به عربی: آل‌مذکور) یکی از خاندان‌های حاکم بر بوشهر تا اوایل حکومت ناصری بوده‌اند که از قدرت بالایی نیز برخوردار بوده‌اند. آل‌مذکور در اوایل قرن ۱۲ هجری قمری از عربستان یا ابوظبی یا عمان به بوشهر مهاجرت کرده بودند.
شیخ نصر آل‌مذکور در دوران علیمرادخان زند حاکم بحرین و بوشهر بود که در جنگ با بنی عتبه حاکمان زباره قطر، بحرین را از دست داد.

## خاستگاه
دربارهٔ خاستگاه آل مذکور محمدابراهیم کازرونی گفته‌است که اهل عربستان بوده‌اند و از اوایل قرن ۱۲ هجری قمری به بوشهر مهاجرت کرده‌اند. اما نیبور آنها را اهل عمان ذکر کرده و همچنین ولیستید معتقد است که این خاندان از ابوظبی به بوشهر مهاجرت کرده بودند.

## حکومت
بعد از انتخاب بوشهر به عنوان پایگاه دریایی توسط نادرشاه افشار، زمینه برای حضور خاندان آل‌مذکور در قدرت فراهم شد و این خاندان تا اوایل سلطنت ناصرالدین شاه قاجار از قدرت بالایی در بوشهر برخوردار بودند. روی هم رفته خاندان آل مذکور حدوداً ۱۲۰ سال بوشهر را در کنترل و قدرت خود داشتند.